# María Pilar Benítez Marco
María Pilar Benítez Marco (Saragossa, 1964) és una doctora en Filologia hispànica, que va fer la seva tesi doctoral sobre l'aragonès ansotà o aragonès de la vall d'Ansó. És professora a la Universitat de Saragossa. Va ser assessora del Centre de Professors d'Osca, on va coordinar el projecte d'animació cultural «Luzía Dueso». Escriptora en aragonès i premiada en molts concursos altoaragoneses, té les seves arrels familiars al Sobrarb. Ha fet, gràcies a la col·laboració de veïns pandicutos, un manual per aprendre aragonès de Pandicosa (vall de Tena, Alt Aragó).

## Obra

### Assaig
- Contribución al estudio de la Morisma de Aínsa, Instituto de Estudios Altoaragoneses, 1988.
- Vocabulario y Textos de Tamarite de Litera (de Pedro Grúas Naval), Ayuntamiento de Tamarite de Litera, 1995.
- L'Ansotano: estudio del habla del Valle de Ansó, Gobierno de Aragón, 2001.
- Pos ixo. Materials ta aprender aragonés, Comarca del Alto Gállego, 2007.
- María Moliner y las primeras estudiosas del aragonés y el catalán de Aragón, Rolde de Estudios Aragoneses, 2010.
- El estudio de Filología de Aragón en la Diputación de Zaragoza (1915-1941). Hacia un Centro de Estudios Aragoneses, Aladrada, 2012.
- La turolense Áurea Lucinda Javierre Mur: abriendo caminos de mujer, Instituto de Estudios Turolenses, 2017.
- Sobre la pastorada aragonesa: estudio filológico de las pastoradas en aragonés del siglo XVIII (juntament amb Oscar Latas Alegre), Prensas de la Universidad de Zaragoza, Saragossa, 2022.
- «Escribo estos renglons no por pentecuch»: textos en aragonés ansotano de los siglos XIX y XX, Instituto de Estudios Altoaragoneses, 2024.

### Articles acadèmics
- «El verbo “haber” como forma no auxiliar en el ámbito aragonés», 1989.
- «Metodología para la investigación del espectáculo operístico en prensa: el caso del Eco de Aragón», 1989.
- «Rasgos fonéticos populares en la prensa escrita de Borja», 1992.
- «Aproximación al estudio lingüístico de los textos del Dance aragonés», 1992.
- «El Valle de Ansó: un ejemplo de interrelación de los medios físico, socio-económico y lingüístico», 1996.
- «Chiquez apuntes sobre l'aragonés ansotano dende a soziolingüística», 2006.
- «Textos inéditos en ansotano de Juan Francisco Aznárez», 2008.
- «Nieus Luzía Dueso Lascorz: una vida de mujer ejemplar para el aragonés», 2010
- «El primer trabajo lexicográfico de María Moliner: su contribución al “Diccionario aragonés” del Estudio de Filología de Aragón», 2014.

### Prosa
- Caperucita no vivió en el Pirineo, Mira, Saragossa, 2012.

### Poesia
- Conchunzions, Publicazions d'o Consello d'a Fabla Aragonesa, Osca, 2016.
- Morfosintaxis humana, Gobierno de Aragón, Saragossa, 2018.

### Premis literaris
- Recetas de Amor para una yaya, premi de relats «Villa de Biescas».
- Luz Coloriada de mar, accèssit al IX Premi «Lo Grau».
- Cazar Charlos, premi de relats «Luis del Val».
- Yo, Taresa Çuria, premi literari «Vila de Siétamo».
- Tiempos de Morisma, finalista al I premi de relats de L'Ainsa.
- La coleccionista de palabras, II concurs de relats «María Moliner».
- Cenicienta en Plandibón, Premi «Baños de Panticosa».
- Conchunzions, accésit al premio «Ana Abarca de Bolea».
- Morfosintaxis humana, premi «Miguel Labordeta».